# Wiedemannia mirousei
Wiedemannia mirousei är en tvåvingeart som beskrevs av Vaillant 1956. Wiedemannia mirousei ingår i släktet Wiedemannia och familjen dansflugor. Inga underarter finns listade i Catalogue of Life.